# Río Caramel
Río Caramel är ett vattendrag i Spanien. Det ligger i den sydöstra delen av landet, 300 km söder om huvudstaden Madrid.